# Кухтым (посёлок станции)
Кухтым — посёлок станции в Пермском крае России. Входит в Добрянский городской округ.

## Географическое положение
Расположен к северо-востоку от административного центра поселения, посёлка Дивья. Одноимённая железнодорожная станция.

## Население
| 2010 |
| ---- |
| 85   |

## История
С 2004 до 2019 гг. входил в Дивьинское сельское поселение Добрянского муниципального района.

## Улицы
- Железнодорожная ул.

## Топографические карты
- Лист карты O-40-54 Вильва. Масштаб: 1 : 100 000. Издание 1977 г.